# Bryobia beaufortensis
Bryobia beaufortensis är en spindeldjursart som beskrevs av Meyer 1992. Bryobia beaufortensis ingår i släktet Bryobia och familjen Tetranychidae. Inga underarter finns listade.